# Conde da fortuna privada

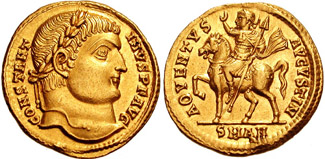
Soldo de Constantino r.

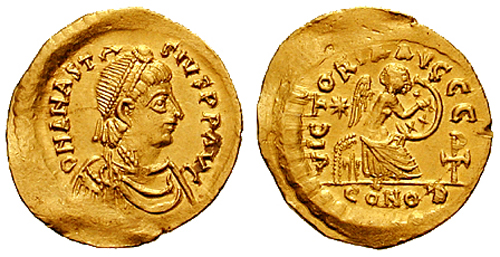
Semisse do imperador r.

Conde da fortuna privada (em latim: comes rerum privatarum) foi um oficial de alta-patente do Império Romano Tardio e Império Bizantino Inicial que administrou as finanças e propriedades particulares do imperador. Ele não administrou terras públicas, embora a distinção entre a propriedade privada do imperador e a propriedade do Estado não foi sempre clara ou consistentemente aplicada. O conde coletou as rendas, as vendas de bens móveis e imóveis, protegeu as propriedades de usurpação e aceitou terras que foram recebidas pelo imperador por concessão, herança, confisco ou caducidade. Terras vagas (bona vacantia) e propriedades sem herdeiros (bona caduca) também foram confiscadas.
O ofício foi provavelmente criado em torno de 318 por Constantino (r. 306–337), paralelamente ao de conde das sagradas liberalidades, embora não é explicitamente mencionado até o período de 342-345. O conde foi um dos condes consistoriais. Ele deteve a virtude por virtude de seu ofício a posição de homem ilustre e foi automaticamente um membro do senado de Roma ou o senado de Constantinopla. O título conde (literalmente "companheiro") indica que foi membro da comitiva do imperador (comitato). Os dois ofícios ("da fortuna privada" e "dos tesouros sagrados") foram os mais altos da burocracia imperial do quarto ao sexto século. O departamento do Conde da fortuna privada foi ligeiramente menor.
Teve cinco subdepartamentos (escrínios) na corte e também oficiais nos níveis diocesanos e provinciais. Na capital, os escrínios foram atendidos pelos palatinos da fortuna privada — o termo palatinos eram comum para os oficiais servindo na corte (palácio). Eles foram enviados anualmente para supervisionar o trabalho dos oficiais diocesanos e provinciais. Segundo o Código de Teodósio, em 399 havia 300 oficiais desse tipo sob o conde. O conde às vezes agrupou as propriedades para formar uma "casa divina" (domus divinae) e colocou um oficial separado das dioceses ou províncias no comando dela.

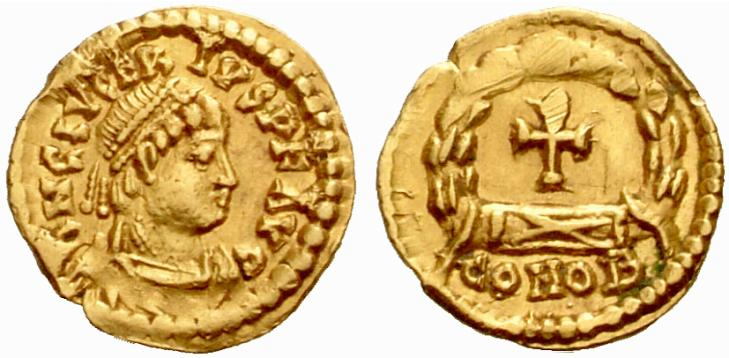
Tremisse do imperador Glicério r.

Por volta de 414, a cada divina da Capadócia foram transferidas para as competências do prepósito do cubículo sagrado. No Império Romano do Ocidente, Glicério (r. 473–474) criou um novo oficial, o conde dos patrimônios, para administrar as propriedades diretamente as propriedades imperiais, deixando o conde da fortuna privada apenas com as propriedades alugadas e as funções judiciais conectadas com confiscos e concessões. Antes de 509, provavelmente na década de 490, Anastácio I (r. 491–518) copiou a reforma de Glicério no Império Bizantino. Sob Justiniano (r. 527–565), muitas das casas divinas foram colocadas sob os cuidados de curadores independentes do conde da fortuna privada. Gradualmente o conde perdeu sua função fiscal e adquiriu competência mais judicial, adquirindo funções como a de juiz em casos de casamento e roubos de túmulos. Desapareceu antes do século VII e suas funções foram parcialmente substituídas pelo sacelário.